# Diario del giorno
Diario del giorno è un programma televisivo italiano e rubrica a cura del TG4, in onda su Rete 4 e in simulcast su TGcom24 dal 28 febbraio 2022, condotto da diversi giornalisti, tra cui: Federico Gatti (2022), Benedetta Corbi (2022-2023), Stefania Cavallaro (2022, 2024), Luca Rigoni (2022-2024), Alfredo Macchi (2022-2023), Elena Tambini (2022-2024), Manuela Boselli (2022-2025), Andrea Giambruno (2023), Luigi Galluzzo (2023-2024), Giuseppe Brindisi (2024), Monica Bertini (2024-2025), Sabrina Scampini (dal 2024) e Stefania Scordio (2025). Il programma è giunto alla quarta edizione e viene trasmesso in diretta dal lunedì al venerdì dalle 15:30 alle 16:40 in alternanza dallo studio 2 del Centro Safa Palatino di Roma e dallo studio 15 del Centro di produzione Mediaset di Cologno Monzese.

## Il programma
Inizialmente, il programma si occupava di aggiornare i telespettatori sulle ultime notizie della crisi diplomatica e militare tra Federazione Russa e Ucraina a seguito di una possibile futura adesione dell'Ucraina alla NATO ed il successivo riconoscimento da parte della Russia delle autoproclamate Repubblica Popolare di Doneck e Repubblica Popolare di Lugansk. Successivamente il programma è interamente dedicato alla cronaca, all'attualità, allo sport, allo spettacolo e alla cultura in generale.
Il programma, quando andava in onda anche di domenica, fino al 30 aprile 2023 aveva cambiato titolo in Diario della domenica. Dal 28 febbraio al 13 luglio 2022, il programma aveva assunto la denominazione Diario di guerra e documentava la crisi russo-Ucraina. Dal 16 al 22 luglio 2022, in occasione della crisi di governo e delle elezioni anticipate per il 25 settembre, il programma aveva assunto il titolo Diario della crisi. Il 24 e il 25 giugno 2023 il programma era tornato ad intitolarsi Diario di guerra. Dal 23 luglio 2022 il programma è intitolato Diario del giorno.

### Studi televisivi
| Studio televisivo                                              | Edizioni | Edizioni | Edizioni | Edizioni | Totale |
| Studio televisivo                                              | 1ª       | 2ª       | 3ª       | 4ª       | Totale |
| -------------------------------------------------------------- | -------- | -------- | -------- | -------- | ------ |
| Studio 15 del Centro di produzione Mediaset di Cologno Monzese |          |          |          |          | 4      |
| Studio 2 del Centro Safa Palatino, Roma                        |          |          |          |          | 2      |
| Studio 7 del Centro di produzione Mediaset di Cologno Monzese  |          |          | 1        |          |        |

## Edizioni
| Edizione        | Edizione | Anno           | Titolo del programma | Titolo del programma | Conduzione        | Conduzione        | Conduzione         | Conduzione         | Conduzione      | Conduzione         | Conduzione       | Periodo           | Periodo                                                       | Puntate                                 | Puntate                                 | Studio                                                         | Studio                                                         |
| Edizione        | Edizione | Anno           | Titolo del programma | Titolo del programma | Conduzione        | Conduzione        | Conduzione         | Conduzione         | Conduzione      | Conduzione         | Conduzione       | Inizio            | Fine                                                          | Quotidiane                              | Speciali                                | Studio                                                         | Studio                                                         |
| --------------- | -------- | -------------- | -------------------- | -------------------- | ----------------- | ----------------- | ------------------ | ------------------ | --------------- | ------------------ | ---------------- | ----------------- | ------------------------------------------------------------- | --------------------------------------- | --------------------------------------- | -------------------------------------------------------------- | -------------------------------------------------------------- |
|                 | 1ª       | 2022           | Diario di guerra     | Diario della crisi   | Federico Gatti    | Federico Gatti    | Federico Gatti     | Federico Gatti     | Federico Gatti  | Federico Gatti     | Federico Gatti   | 28 febbraio 2022  | 22 luglio 2022                                                | 141                                     | 1                                       | Studio 15 del Centro di produzione Mediaset di Cologno Monzese | Studio 15 del Centro di produzione Mediaset di Cologno Monzese |
| Benedetta Corbi | 1ª       | 2022           | Diario di guerra     | Diario della crisi   | Alfredo Macchi    | Luca Rigoni       | Non presenti       | Non presenti       | Non presenti    | Stefania Cavallaro |                  | 28 febbraio 2022  | 22 luglio 2022                                                | 141                                     | 1                                       | Studio 15 del Centro di produzione Mediaset di Cologno Monzese | Studio 15 del Centro di produzione Mediaset di Cologno Monzese |
| Benedetta Corbi | Estate   | 2022           | Diario del giorno    | Diario del giorno    | Alfredo Macchi    | Luca Rigoni       | Non presenti       | Non presenti       | Non presenti    | Stefania Cavallaro | 23 luglio 2022   | 11 settembre 2022 | 51                                                            | –                                       |                                         | Studio 15 del Centro di produzione Mediaset di Cologno Monzese | Studio 15 del Centro di produzione Mediaset di Cologno Monzese |
| Benedetta Corbi |          | 2ª             | Diario del giorno    | Diario del giorno    | Alfredo Macchi    | Luca Rigoni       | 2022-2023          | Elena Tambini      | Manuela Boselli | Stefania Cavallaro | Andrea Giambruno | 12 settembre 2022 | 25 giugno 2023                                                | 287                                     | 1                                       | Studio 15 del Centro di produzione Mediaset di Cologno Monzese | Studio 15 del Centro di produzione Mediaset di Cologno Monzese |
| Estate          | 2023     | Non presenti   | Non presenti         | Diario del giorno    | Non presente      | Luca Rigoni       | 26 giugno 2023     | Elena Tambini      | Manuela Boselli | 1º settembre 2023  | Andrea Giambruno | 49                | –                                                             |                                         |                                         | Studio 15 del Centro di produzione Mediaset di Cologno Monzese | Studio 15 del Centro di produzione Mediaset di Cologno Monzese |
|                 | 3ª       | 2023-2024      | Diario del giorno    | Diario del giorno    | Giuseppe Brindisi | Giuseppe Brindisi | Luigi Galluzzo     | Elena Tambini      | Manuela Boselli | 4 settembre 2023   | Andrea Giambruno | 28 giugno 2024    | 209                                                           | 3                                       | Studio 2 del Centro Safa Palatino, Roma | Studio 15 del Centro di produzione Mediaset di Cologno Monzese |                                                                |
| Estate          | 2024     | Monica Bertini | Monica Bertini       | Monica Bertini       | Giuseppe Brindisi | Giuseppe Brindisi | Stefania Cavallaro | Stefania Cavallaro | 1º luglio 2024  | 30 agosto 2024     | 44               | 1                 | Studio 7 del Centro di produzione Mediaset di Cologno Monzese |                                         |                                         | Studio 15 del Centro di produzione Mediaset di Cologno Monzese |                                                                |
|                 | 4ª       | Monica Bertini | Monica Bertini       | Monica Bertini       | Giuseppe Brindisi | Giuseppe Brindisi | 2024-2025          | Sabrina Scampini   | Manuela Boselli | 2 settembre 2024   | 27 giugno 2025   | 205               | 7                                                             | Studio 2 del Centro Safa Palatino, Roma |                                         | Studio 15 del Centro di produzione Mediaset di Cologno Monzese |                                                                |
| Estate          | 2025     | Monica Bertini | Monica Bertini       | Monica Bertini       | Sabrina Scampini  | Sabrina Scampini  | Stefania Scordio   | Stefania Scordio   | 30 giugno 2025  | in corso           | 36               | 1                 |                                                               | Studio 2 del Centro Safa Palatino, Roma |                                         | Studio 15 del Centro di produzione Mediaset di Cologno Monzese |                                                                |

### Prima edizione (2022)
La prima edizione di Diario del giorno (dal titolo Diario di guerra, la domenica con il titolo di Diario di guerra - Domenicav e dal 16 al 22 luglio con il titolo di Diario della crisi), con la conduzione di Federico Gatti (fino al 3 luglio 2022 e sostituito da Benedetta Corbi dal 13 al 17 giugno dello stesso anno) e dal 4 luglio 2022 in alternanza tra Benedetta Corbi, Stefania Cavallaro, Luca Rigoni e Alfredo Macchi, è andata in onda dal 28 febbraio al 22 luglio 2022, tutti i giorni dalle 15:40 alle 16:40 (preceduto tra le 15:30 e le 15:40 da un'anteprima), in diretta dallo studio 15 del Centro di produzione Mediaset di Cologno Monzese. Il 22 marzo 2022 è andata una puntata speciale intitolata Diario di guerra Speciale dedicata al discorso del presidente ucraino Volodymyr Zelens'kyj in collegamento con Palazzo Montecitorio, condotta da Federico Gatti.
Estate (2022)
L'edizione estiva della prima edizione di Diario del giorno (la domenica con il titolo di Diario di guerra - Domenica), con la conduzione in alternanza tra Benedetta Corbi, Stefania Cavallaro, Luca Rigoni e Alfredo Macchi, è andata in onda dal 23 luglio all'11 settembre 2022, tutti i giorni dalle 15:40 alle 16:40 (preceduto tra le 15:30 e le 15:40 da un'anteprima), in diretta dallo studio 15 del Centro di produzione Mediaset di Cologno Monzese.

### Seconda edizione (2022-2023)
La seconda edizione di Diario del giorno (la domenica con il titolo di Diario della domenica e solo per le puntate del 24 e del 25 giugno 2023 con il titolo di Diario di guerra), con la conduzione in alternanza tra Benedetta Corbi, Luca Rigoni, Alfredo Macchi, Elena Tambini, Manuela Boselli e Andrea Giambruno (dal 16 gennaio al 25 giugno 2023), è andata in onda dal 12 settembre 2022 al 25  giugno 2023, tutti i giorni (dal 1º maggio al 16 giugno 2023 solo dal lunedì al venerdì) dalle 15:40 alle 16:40 (preceduto tra le 15:30 e le 15:40 da un'anteprima), in diretta dallo studio 15 del Centro di produzione Mediaset di Cologno Monzese. Nel settembre 2022 è andata in onda una puntata speciale intitolata Diario della domenica Speciale, dedicata alle elezioni politiche in Italia del 25 settembre 2022, condotta da Stefania Cavallaro.
Estate (2023)
L'edizione estiva della seconda edizione di Diario del giorno, con la conduzione di Andrea Giambruno (sostituito in diverse occasioni da Luca Rigoni, da Elena Tambini e da Manuela Boselli), è andata in onda dal 26 giugno al 1º settembre 2023, dal lunedì al venerdì dalle 15:40 alle 16:40 (preceduto tra le 15:30 e le 15:40 da un'anteprima), in diretta dallo studio 15 del Centro di produzione Mediaset di Cologno Monzese.

### Terza edizione (2023-2024)
La terza edizione di Diario del giorno, è andata in onda dal 4 settembre 2023 al 28 giugno 2024, dal lunedì al venerdì dalle 15:40 alle 16:40 (preceduto tra le 15:30 e le 15:40 da un'anteprima; dal 18 al 20 dicembre 2023 era stato anticipato dalle 14:50 alle 16:20), in diretta dallo studio 2 del Centro Safa Palatino di Roma (ad eccezione della puntata del 13 dicembre 2023, in cui il programma era andato in onda dallo studio 15 del Centro di produzione Mediaset di Cologno Monzese, utilizzato anche per le puntate del lunedì solamente durante la conduzione di Giuseppe Brindisi). Inizialmente condotto da Andrea Giambruno fino al 18 ottobre 2023, il programma venne condotto da Elena Tambini (sostituisce Giuseppe Brindisi il 22 marzo, il 2 e il 3 maggio 2024), da Manuela Boselli (sostituisce Giuseppe Brindisi il 26 aprile 2024), da Luigi Galluzzo (dal 21 ottobre 2023 al 12 gennaio 2024 e sostituisce Giuseppe Brindisi il 7, l'8, il 21, il 27 febbraio, il 1º, il 29 marzo, dal 1º al 3 e il 25 aprile 2024), da Luca Rigoni e da Giuseppe Brindisi (dal 15 gennaio al 28 giugno 2024 e sostituito da Luigi Galluzzo il 7, l'8, il 21, il 27 febbraio, il 1º, il 29 marzo, dal 1º al 3 e il 25 aprile 2024, da Elena Tambini il 22 marzo, il 2 e il 3 maggio 2024 e da Manuela Boselli il 26 aprile 2024). Il 26 gennaio 2024, è andata in onda una puntata speciale intitolata Diario del giorno Speciale - Il Paese che amo, dedicata ai trent'anni dall'ascesa politica di Silvio Berlusconi e dalla nascita del suo partito Forza Italia, condotta da Giuseppe Brindisi. Il 10 giugno dello stesso anno, è andata in onda una puntata speciale intitolata Diario del giorno Speciale - Elezioni europee 2024, dedicata alle elezioni europee, condotta da Giuseppe Brindisi. Il 28 giugno dello stesso anno è andata in onda una puntata speciale intitolata Diario del giorno Speciale - Il duello, dedicata alle elezioni presidenziali americane e allo scontro tra i due candidati Donald Trump e Joe Biden, condotta da Giuseppe Brindisi.
Estate (2024)
L'edizione estiva della terza edizione di Diario del giorno, con la conduzione di Giuseppe Brindisi (fino al 5 luglio 2024) e di Monica Bertini (dall'8 luglio al 30 agosto 2024), è andata in onda dal 1º luglio al 30 agosto 2024, dal lunedì al venerdì dalle 15:40 alle 16:40 (preceduto tra le 15:30 e le 15:40 da un'anteprima), in diretta dallo studio 7 (fino al 26 luglio 2024) e 15 (dal 29 luglio al 30 agosto 2024) del Centro di produzione Mediaset di Cologno Monzese. Il 25 agosto 2024, eccezionalmente di domenica, è andata in onda una puntata speciale intitolata Diario del giorno Speciale - Medio Oriente, l'escalation, dedicata all'attacco in Medio Oriente tra Libano e Israele di Hezbollah, condotta da Stefania Cavallaro.

### Quarta edizione (2024-2025)
La quarta edizione di Diario del giorno, con la conduzione di Giuseppe Brindisi (fino al 6 settembre 2024) e di Sabrina Scampini (dal 9 settembre 2024 al 27 giugno 2025 e sostituita da Monica Bertini dal 30 dicembre 2024 al 3 gennaio 2025), è andata in onda dal 2 settembre 2024 al 27 giugno 2025, dal lunedì al venerdì dalle 15:40 alle 16:40 (preceduto tra le 15:30 e le 15:40 da un'anteprima), in diretta dallo studio 2 del Centro Safa Palatino di Roma in alternanza con lo studio 15 del Centro di produzione Mediaset di Cologno Monzese. Il 16 settembre 2024 è andata in onda una puntata speciale intitolata Diario del giorno Speciale - Bersaglio Trump, dedicata al secondo attentato a Donald Trump, condotta da Sabrina Scampini. Il 5 novembre è andata in onda una puntata speciale intitolata Diario del giorno Speciale - L'America al voto, dedicata alle elezioni presidenziali negli Stati Uniti d'America, condotta da Sabrina Scampini. Il 7 novembre è andata in onda una puntata speciale è andata in onda una puntata speciale intitolata Diario del giorno Speciale - Il bis di Trump, dedicata alla vittoria alle presidenziali di Donald Trump e condotta da Sabrina Scampini. L'8 gennaio 2025 è andata in onda una puntata speciale intitolata Diario del giorno Speciale - Cecilia è libera, dedicata alla scarcerazione in Iran e al ritorno in Italia della giornalista Cecilia Sala, condotta da Sabrina Scampini. Il 20 gennaio è andata in onda una puntata speciale intitolata Diario del giorno Speciale - Il ritorno di Trump, dedicata alla cerimonia di insediamento e al giuramento del presidente eletto Donald Trump negli Stati Uniti d'America e condotta da Sabrina Scampini. Il 21 aprile è andata in onda una puntata speciale intitolata Diario del giorno Speciale - Addio a Francesco, interamente dedicata alla morte di Papa Francesco e condotta da Manuela Boselli (puntata inizialmente non prevista, in quanto festività di Pasquetta). Il 13 giugno è andata in onda una puntata speciale intitolata Diario del giorno Speciale - Missili sull'Iran, dedicata agli attacchi di Israele contro l'Iran e condotta da Sabrina Scampini.
Estate (2025)
L'edizione estiva della quarta edizione di Diario del giorno, con la conduzione di Sabrina Scampini (sostituita da Stefania Scordio il 4 luglio 2025 e da Monica Bertini dal 28 luglio 2025), va in onda dal 30 giugno 2025, dal lunedì al venerdì dalle 15:40 alle 16:40 (preceduto tra le 15:30 e le 15:40 da un'anteprima), in diretta dallo studio 2 del Centro Safa Palatino di Roma in alternanza con lo studio 15 del Centro di produzione Mediaset di Cologno Monzese. Il 20 agosto 2025 è andata in onda una puntata speciale intitolata Diario del giorno Speciale - Addio Pippo, dedicata ai funerali di Pippo Baudo e condotta da Monica Bertini.

## Speciali
| Puntata | Anno | Conduzione         | Titolo                                                   | Messa in onda     | Argomenti della puntata                                                                                   | Orario      | Programmazione | Programmazione | Programmazione                                                 | Programmazione | Programmazione | Programmazione | Programmazione | Collocazione | Studio                                                         | Ascolti        | Ascolti | Ascolti |
| Puntata | Anno | Conduzione         | Titolo                                                   | Messa in onda     | Argomenti della puntata                                                                                   | Orario      | L              | M              | M                                                              | G              | V              | S              | D              | Collocazione | Studio                                                         | Telespettatori | Share   | Fonte   |
| ------- | ---- | ------------------ | -------------------------------------------------------- | ----------------- | --- | ----------- | -------------- | -------------- | -------------------------------------------------------------- | -------------- | -------------- | -------------- | -------------- | ------------ | -------------------------------------------------------------- | -------------- | ------- | ------- |
| 1       | 2022 | Federico Gatti     | Diario di guerra Speciale                                | 22 marzo 2022     | Discorso del presidente ucraino Volodymyr Zelens'kyj in collegamento con Palazzo Montecitorio             | 10:50-11:55 |                |                |                                                                |                |                |                |                | Day-time     | Studio 15 del Centro di produzione Mediaset di Cologno Monzese | 197 000        | 3,01%   | [ 15 ]  |
| 2       | 2022 | Stefania Cavallaro | Diario della domenica Speciale                           | 25 settembre 2022 | Elezioni politiche in Italia del 25 settembre 2022                                                        | 15:30-16:40 |                |                | 259 000                                                        | 2,30%          | [ 16 ]         |                |                | Day-time     | Studio 15 del Centro di produzione Mediaset di Cologno Monzese |                |         |         |
| 3       | 2024 | Giuseppe Brindisi  | Diario del giorno Speciale - Il Paese che amo            | 26 gennaio 2024   | Trent'anni dall'ascesa politica di Silvio Berlusconi e dalla nascita del suo partito Forza Italia         | 15:30-17:30 |                |                | Studio 2 del Centro Safa Palatino, Roma                        | 276 000        | 3,00%          | [ 17 ]         |                | Day-time     |                                                                |                |         |         |
| 4       | 2024 | Giuseppe Brindisi  | Diario del giorno Speciale - Elezioni europee 2024       | 10 giugno 2024    | Elezioni europee                                                                                          | 15:30-16:40 |                |                | Studio 2 del Centro Safa Palatino, Roma                        | 503 000        | 6,08%          | [ 18 ]         |                | Day-time     |                                                                |                |         |         |
| 5       | 2024 | Giuseppe Brindisi  | Diario del giorno Speciale - Il duello                   | 28 giugno 2024    | Elezioni presidenziali negli Stati Uniti d'America e scontro tra i due candidati Donald Trump e Joe Biden | 15:35-18:55 |                |                | Studio 2 del Centro Safa Palatino, Roma                        | 266 000        | 3,60%          | [ 19 ]         |                | Day-time     |                                                                |                |         |         |
| 6       | 2024 | Stefania Cavallaro | Diario del giorno Speciale - Medio Oriente, l'escalation | 25 agosto 2024    | Attacco in Medio Oriente tra Libano e Israele di Hezbollah                                                | 15:30-16:40 |                |                | Studio 15 del Centro di produzione Mediaset di Cologno Monzese | 171 000        | 1,80%          | [ 20 ]         |                | Day-time     |                                                                |                |         |         |
| 7       | 2024 | Sabrina Scampini   | Diario del giorno Speciale - Bersaglio Trump             | 16 settembre 2024 | Secondo attentato a Donald Trump                                                                          | 15:30-16:20 |                |                | Studio 15 del Centro di produzione Mediaset di Cologno Monzese | 476 000        | 5,53%          | [ 21 ]         |                | Day-time     |                                                                |                |         |         |
| 8       | 2024 | Sabrina Scampini   | Diario del giorno Speciale - L'America al voto           | 5 novembre 2024   | Elezioni presidenziali negli Stati Uniti d'America                                                        | 15:30-16:20 |                |                | Studio 15 del Centro di produzione Mediaset di Cologno Monzese | 514 000        | 6,02%          | [ 22 ]         |                | Day-time     |                                                                |                |         |         |
| 9       | 2024 | Sabrina Scampini   | Diario del giorno Speciale - Il bis di Trump             | 7 novembre 2024   | Vittoria alle presidenziali di Donald Trump                                                               | 15:30-16:45 |                |                | Studio 2 del Centro Safa Palatino, Roma                        | 466 000        | 5,60%          | [ 23 ]         |                | Day-time     |                                                                |                |         |         |
| 10      | 2025 | Sabrina Scampini   | Diario del giorno Speciale - Cecilia è libera            | 8 gennaio 2025    | Scarcerazione in Iran e ritorno in Italia della giornalista Cecilia Sala                                  | 14:00-16:45 |                |                | Studio 2 del Centro Safa Palatino, Roma                        | 499 000        | 4,70%          | [ 24 ]         |                | Day-time     |                                                                |                |         |         |
| 11      | 2025 | Sabrina Scampini   | Diario del giorno Speciale - Il ritorno di Trump         | 20 gennaio 2025   | Cerimonia di insediamento e giuramento del presidente eletto Donald Trump negli Stati Uniti d'America     | 16:45-18:55 |                |                | Studio 15 del Centro di produzione Mediaset di Cologno Monzese | 758 000        | 6,50%          | [ 25 ]         |                | Day-time     |                                                                |                |         |         |
| 12      | 2025 | Manuela Boselli    | Diario del giorno Speciale - Addio a Francesco           | 21 aprile 2025    | Morte di papa Francesco                                                                                   | 14:00-17:05 | 223 000        | 2,60%          | Studio 15 del Centro di produzione Mediaset di Cologno Monzese | [ 26 ]         |                |                |                | Day-time     |                                                                |                |         |         |
| 13      | 2025 | Sabrina Scampini   | Diario del giorno Speciale - Missili sull'Iran           | 13 giugno 2025    | Attacchi di Israele contro l'Iran                                                                         | 15:30-16:30 |                |                | Studio 2 del Centro Safa Palatino, Roma                        | 447 000        | 5,70%          | [ 27 ]         |                | Day-time     |                                                                |                |         |         |
| 14      | 2025 | Monica Bertini     | Diario del giorno Speciale - Addio Pippo                 | 20 agosto 2025    | Funerali di Pippo Baudo                                                                                   | 15:30-18:55 |                |                | Studio 15 del Centro di produzione Mediaset di Cologno Monzese |                | %              |                |                | Day-time     |                                                                |                |         |         |

## Programmazione
| Edizione | Edizione | Rete televisiva | Rete televisiva | Anno      | Stagione       | Anteprima   | Anteprima | Puntata     | Puntata | Programmazione | Programmazione | Programmazione | Programmazione | Programmazione | Programmazione | Programmazione | Collocazione |
| Edizione | Edizione | Locale          | Simulcast       | Anno      | Stagione       | Orario      | Durata    | Orario      | Durata  | L              | M              | M              | G              | V              | S              | D              | Collocazione |
| -------- | -------- | --------------- | --------------- | --------- | -------------- | ----------- | --------- | ----------- | ------- | -------------- | -------------- | -------------- | -------------- | -------------- | -------------- | -------------- | ------------ |
|          | 1ª       | Rete 4          | TGcom24         | 2022      | inverno-estate | 15:30-15:40 | 10 min    | 15:40-16:40 | 60 min  |                |                |                |                |                |                |                | Day-time     |
| Estate   | estate   | Rete 4          | TGcom24         | 2022      |                | 15:30-15:40 | 10 min    | 15:40-16:40 | 60 min  |                |                |                |                |                |                |                | Day-time     |
|          | 2ª       | Rete 4          | TGcom24         | 2022-2023 | estate-estate  | 15:30-15:40 | 10 min    | 15:40-16:40 | 60 min  |                |                |                |                |                |                |                | Day-time     |
| Estate   | 2023     | Rete 4          | TGcom24         | estate    |                | 15:30-15:40 | 10 min    | 15:40-16:40 | 60 min  |                |                |                |                |                |                |                | Day-time     |
|          | 3ª       | Rete 4          | TGcom24         | 2023-2024 | estate-estate  | 15:30-15:40 | 10 min    | 15:40-16:40 | 60 min  |                |                |                |                |                |                |                | Day-time     |
| Estate   | 2024     | Rete 4          | TGcom24         | estate    |                | 15:30-15:40 | 10 min    | 15:40-16:40 | 60 min  |                |                |                |                |                |                |                | Day-time     |
|          | 4ª       | Rete 4          | TGcom24         | 2024-2025 | estate-estate  | 15:30-15:40 | 10 min    | 15:40-16:40 | 60 min  |                |                |                |                |                |                |                | Day-time     |
| Estate   | 2025     | Rete 4          | TGcom24         | estate    |                | 15:30-15:40 | 10 min    | 15:40-16:40 | 60 min  |                |                |                |                |                |                |                | Day-time     |

## Controversie

### Caso Giambruno
Da quando il giornalista e conduttore Andrea Giambruno è stato nominato direttore del programma, si è distinto per assumere posizioni controverse in merito a varie tematiche.
Il 18 ottobre 2023 il giornalista finì al centro di un caso mediatico nazionale, scatenato da alcune frasi volgari e sessiste e pesanti avances sessuali ad una collega presente in redazione e ripresi da Striscia la notizia nei due giorni successivi. Dopo il rapido sviluppo della vicenda e con ulteriori fuori onda trasmessi il 19 ottobre da Striscia la notizia, la presidente del Consiglio Giorgia Meloni il 20 ottobre ha dichiarato pubblicamente sui social che la sua relazione con Giambruno è terminata definitivamente, e dopo tale vicenda diversi quotidiani e siti di informazione hanno iniziato a domandarsi su chi e cosa possa aver condotto a queste pubblicazioni, generando alcuni possibili retroscena. In seguito a tali critiche, Giambruno ha deciso di auto-sospendersi per una settimana dalla conduzione del programma, venendo sostituito da Manuela Boselli e da Luigi Galluzzo. In un primo momento Mediaset ha annunciato la valutazione di provvedimenti disciplinari, ma Giambruno ha concordato con l'azienda di lasciare definitivamente la conduzione e nessun'altra sanzione gli è stata inflitta.